# Splendeuptychia erycina
Splendeuptychia erycina är en fjärilsart som beskrevs av Butler 1866. Splendeuptychia erycina ingår i släktet Splendeuptychia och familjen praktfjärilar. Inga underarter finns listade i Catalogue of Life.